# William Dennis Elcock
William Dennis Elcock (* 1910; † 7. Oktober 1960 in London) war ein britischer Romanist.

## Leben und Werk
Elcock schloss sein Studium 1932 in Manchester und 1934 in Edinburgh ab. Er ging nach Toulouse und promovierte dort mit der Arbeit De quelques affinités phonétiques entre l’aragonais et le béarnais (Paris 1938, spanisch: Zaragoza 2005). Er war Offizier im Weltkrieg. Ab 1945 lehrte er  in Oxford. Von 1947 bis zu seinem plötzlichen Tod war er Professor für romanische Philologie an der Universität London.

## Weitere Werke
- The Romance Languages, London 1960, bearbeitet von John N. Green, London 1975